# جدیده ابو الظهور
جدیده ابو الظهور (به عربی: جدیدة أبو الظهور) یک روستا در سوریه است که در ناحیه ابوالظهور واقع شده‌است. جدیده ابو الظهور ۱٬۳۱۷ نفر جمعیت دارد.